# Дервио
Дервио (итал. Dervio) — коммуна в Италии, располагается в регионе Ломбардия, подчиняется административному центру Лекко.
Население составляет 2741 человек, плотность населения составляет 249 чел./км². Занимает площадь 11 км². Почтовый индекс — 23824. Телефонный код — 0341.
Покровителями населённого пункта считаются святые апостолы Пётр и Павел. Праздник ежегодно празднуется 29 июня.